# Айнурбимахи
Айнурбимахи (дарг. ГӀяйнурбимахьи) — село в Сергокалинском районе Дагестана.
Входит в состав Нижнемулебкинской сельской администрации (включает села: Нижнее Мулебки, Айнурбимахи, Бахмахи, Бурхимахи, Уллукимахи, Цурмахи и Арачанамахи).

## География
Село расположено на р. Гамриозень (впадает в Каспийское море), на границе с Акушинским районом, в 33 км к югу от районного центра — села Сергокала.

## Население
| 1895 | 1926 | 1939 | 1970 | 1989 | 2002 | 2010 |
| ---- | ---- | ---- | ---- | ---- | ---- | ---- |
| 321  | ↗390 | ↗403 | ↘184 | ↗218 | ↗288 | ↗290 |
| 2021 |      |      |      |      |      |      |
| ↗293 |      |      |      |      |      |      |

## Этимология
Название села состоит из двух даргинских слов: ГӀяйнурби, что значит «загоны, дворы» и махьи — «хутор, село». Село выросло на месте многочисленных загонов.